# Hepler, Kansas
Hepler, Kansas (енгл. Hepler) град је у америчкој савезној држави Канзас.

## Демографија
По попису из 2010. године број становника је 132, што је 22 (-14,3%) становника мање него 2000. године.
| Група             | 2000.       | 2010.       |
| Белци             | 146 (94,8%) | 131 (99,2%) |
| Афроамериканци    | 1 (0,6%)    | 0 (0,0%)    |
| Азијати           | 0 (0,0%)    | 0 (0,0%)    |
| Хиспаноамериканци | 0 (0,0%)    | 1 (0,8%)    |
| Укупно            | 154         | 132         |